# ملا علي كني
الحاج ملا علی کني الآملي (1805 - 1888). رجل دين وفقيه ومرجع شيعي إيراني كان من كبار زعماء الشيعة الإثني عشريَّة في إيران والأشخاص ذوي النفوذ في ثورة دستورية فارسية.